# Santiago College
Santiago College es un establecimiento educacional chileno ubicado actualmente en la comuna de Lo Barnechea, al nororiente de Santiago de Chile. Inició como un internado de niñas y fue el primer colegio en Chile que enseñó educación física, deporte y otros ramos como geología y geografía a mujeres. Fue fundado en 1880 por los misioneros metodistas americanos, Ira H. La Fetra y su esposa, Adelaida La Fetra. En 1972, el colegió admitió el ingreso de estudiantes varones y desde entonces ha sido un colegio mixto.
Existen algunos monumentos en honor a figuras importantes del establecimiento, como lo son la calle Adelaida La Fetra, ubicada entre la Avenida Los Leones y la calle Josué Smith Solar (en sí en referencia al arquitecto que diseñó el campus); y la Plazuela Elizabeth Mason, ubicada en la calle Los Nogales, entre las calles Carlos Antúnez y Las Hortensias. Ambos se encuentran cerca de una actual sede de la Universidad San Sebastián en Lota 2465, Providencia. Este lugar fue el campus del colegio entre 1933 y 2011, antes de que el establecimiento se trasladara en 2012 a su actual campus en el sector de Los Trapenses.
Asimismo, entre Agustinas y Moneda, paralela a Avenida Brasil, donde se ubicó el colegio a fines del siglo XIX, se encuentra la calle La Fetra en conmemoración de sus fundadores. 
A lo largo de su historia, el campus principal del colegio se ha localizado en 5 ubicaciones distintas:
- Vergara 17 (1880-1881)
- Alameda de las Delicias 219 (1882-1886)
- Agustinas 2050 (1886-1932)
- Lota 2465 (1933-2011)
- Avenida Camino Los Trapenses 4007 (2012-presente)

## Reseña
El Santiago College es un establecimiento chileno, bilingüe, con un currículum internacional. Desde 1982 la institución ha sido parte de la Organización de Bachillerato Internacional, en este sentido, Santiago College combina el currículum nacional con el programa del IB, el cual está integrado por el Programa de Escuela Primaria (PEP), el Programa de Años Intermedios (PAI) y el Diploma (DP).
El colegio imparte todas sus clases en inglés desde prekinder a octavo básico, a excepción de Religión, Lenguaje y las artes. Desde I a IV año de enseñanza media la mayor parte de las asignaturas se dictan en español.
La biblioteca está suscrita a 20 publicaciones periódicas en español y en inglés. Al colegio llegan diariamente dos de los periódicos más importantes de Chile: El Mercurio y La Tercera. La colección de material audiovisual contiene importantes documentales y películas sobre una gran variedad de temas. Los usuarios pueden acceder también a las bases de datos Brain Pop, BookFlix, EBSCO y JSTOR.

## Alumnado destacado
- Álex Anwandter, cantautor
- Antonia Aldea, actriz
- Ximena Fuentes, abogada, académica, diplomática y política chilena. Exsubsecretaria de Relaciones Exteriores
- Stephany Griffith-Jones, economista, actual consejera del Banco Central de Chile
- Carmen Ibáñez, política y conductora radial en Radio Agricultura
- Catalina del Real, ingeniero comercial, política y diputada.
- Cecilia Bolocco, modelo y presentadora de televisión, Miss Universo 1987
- Denise Rosenthal, actriz y cantante
- Diana Bolocco, periodista y conductora de televisión
- Ernesto Ottone, político
- Javiera Suárez, conductora y panelista
- Juan Francisco Olea, director de cine y empresario gastronómico.
- Lorenza Izzo, actriz y modelo
- Marcelo Ríos, tenista
- Mirko Steel, actor
- Matías Quer, actor de la película Machuca
- Mónica Rubio, astrónoma
- Nano Stern, cantautor
- Jorge Kolbach, Empresario
- Paloma Salas, comediante y actriz de cine
- Pauline Kantor, exesquiadora y política
- Raquel Calderón, licenciada en Ciencias Jurídicas, cantante y actriz.
- Rodrigo Correa, abogado e integrante de la Corte Suprema de Chile
- Vesta Lugg-Fournier, actriz y cantante.

## Directores
- Ira Haynes La Fetra y Adelaide Whitfield La Fetra (1880-1922)
- Mary F. Swaney (1923-1932)
- Elizabeth Mason (1933-1959)
- Larry Jackson (1960-1964)
- Elizabeth A. Grey (1964-1968)
- Jean Black de Cornejo (1969-1970)
- Gary Fritz (1970-1972)
- Maurine Carhart Shepherd (1972-1974)
- Adriana Ponce de Fuenzalida (1974-1979)
- Rebeca Donoso Palacios (1979-1990)
- Elizabeth Fox (1991-1999)
- Alun Copper (2000-2003)
- Lorna Prado Scott (2003-2024)
- Alan Lorenzini (desde 2025)